# Conquest of Paradise
Conquest of Paradise ist ein Lied des griechischen Komponisten Vangelis, das von Dana Winner gesungen wurde. Es stammt aus dem Jahr 1992 und erschien auf dem Album 1492: Conquest of Paradise. Das Lied erlangte große Bekanntheit als Einmarschlied von Henry Maske.

## Hintergrund
Das Lied war Hauptmelodie zu Ridley Scotts Historienfilm 1492 – Die Eroberung des Paradieses. Ebenso wie der Film hatte das Lied nach dem Kinostart zunächst wenig Erfolg. Am 8. Oktober 1994 verwendete der Boxer Henry Maske das Lied für den Einmarsch in den Ring beim Weltmeisterschaftskampf gegen Iran Barkley. Den Kampf sahen etwa 15 Millionen Fernsehzuschauer. Infolgedessen stiegen die Verkaufszahlen der Single und des Albums zu Beginn des Jahres 1995 enorm.

## Musik und Text
Die Musik besitzt Anzeichen, die auf Spanien verweisen. Daneben finden sich archaisierende Merkmale. Das wird zum einen durch den monotonen Rhythmus (Ostinato) deutlich, den auch Ravels Boléro besitzt. Des Weiteren hat Vangelis das Satzmodell der Folia nur wenig verändert übernommen.
Akkord-Folge der späten Folia:
/dm___ /A7___ /dm___ /C___ /F___ /C___ /dm___ /A7___ /
/dm___ /A7___ /dm___ /C___ /F___ /C___ /dm A7__/dm___ /
Akkord-Folge in „Conquest of Paradise“:
/dm___ /A___ /dm___ /C___ /F___ /C___ /Bb___ /A___ /
/dm___ /A___ /dm___ /C___ /F___ /C___ /Bb___ /A___ /
Der Text des Liedes wurde von Guy Protheroe geschrieben und vom English Chamber Choir („Englischer Kammerchor“) gesungen. Er ist ebenso archaisierend und klingt wie Latein, ist jedoch in keiner irgendwie gearteten sinnhaften Sprache geschrieben. Der Text lautet wie folgt:
In noreni per-i-pe,

in noremi co-ra,

tira mine per-i-to,

ne do---mina.

In romine tir-meno,

-ne romine to-fa,

imaginas pro-me-no

per i--mentira.

## Kommerzieller Erfolg

### Chartplatzierungen
Die Single stand 11 Wochen auf Platz eins der deutschen Singlecharts.
| ChartsChartplatzierungen     | Höchstplatzierung | Wochen |
| ---------------------------- | ----------------- | ------ |
| Deutschland (GfK)            | 1 (39 Wo.)        | 39     |
| Österreich (Ö3)              | 2 (25 Wo.)        | 25     |
| Schweiz (IFPI)               | 1 (36 Wo.)        | 36     |
| Vereinigtes Königreich (OCC) | 60 (3 Wo.)        | 3      |

| ChartsJahrescharts (1995) | Platzierung |
| ------------------------- | ----------- |
| Deutschland (GfK)         | 1           |
| Österreich (Ö3)           | 4           |
| Schweiz (IFPI)            | 2           |

### Auszeichnungen für Musikverkäufe
| Land/Region        | Auszeichnungen für Musikverkäufe (Land/Region, Auszeichnung, Verkäufe) | Verkäufe    |
| ------------------ | ---------------------------------------------------------------------- | ----------- |
| Belgien (BRMA)     | Gold                                                                   | 25.000      |
| Deutschland (BVMI) | 3× Platin                                                              | 1.500.000   |
| Europa (IFPI)      | Platin                                                                 | (1.000.000) |
| Niederlande (NVPI) | Platin                                                                 | 75.000      |
| Österreich (IFPI)  | Gold                                                                   | 25.000      |
| Insgesamt          | 2× Gold · 5× Platin ·                                                  | 1.625.000   |